# I'm Here (小比類巻かほるの曲)
「I'm Here」（アイム・ヒア）は1987年5月21日に発売された小比類巻かほるのシングル。

## 解説
東京ビューティセンター・イメージソング。
アルバム『I'm Here』からのシングルカット。前作からわずか10日での新曲リリースとなった。後に、作曲を担当した鈴木雅之が2011年のカバーアルバム『DISCOVER JAPAN』にてセルフカバーしている。

## 収録曲
| 全編曲: 土屋昌巳。 |                    |                |          |
| #                  | タイトル           | 作詞           | 作曲     |
| 1.                 | 「I'm Here」       | 麻生圭子       | 鈴木雅之 |
| 2.                 | 「Happy Birthday」 | 小比類巻かほる | 大内義昭 |